# Gerda Modén
Gerda Kristina Modén, född Isaksson 24 februari 1886 i Gällö, Revsunds socken, död 1971 i Gävle, var en svensk kvinnosakskvinna och redaktör som bland annat ansvarade för LKPR:s artikelserier över kvinnlig rösträtt. 

## Biografi
Gerda Modén föddes i Gällö i Revsunds socken i Jämtland. I 20-årsåldern gifte hon sig med journalisten Jonas Modén, och flyttade med honom till Sundsvall. De fick två barn, landsantikvarien Arne Modén och Brita Modén, gift med Hans Flodén, kulturchef i Stockholms kommun.
1911 flyttade hon till Gävle, och tog över ordförandeskapet i lokalavdelningen av Landsföreningen för kvinnans politiska rösträtt (LKPR), Föreningen för kvinnans politiska rösträtt i Gävle. På nationell nivå ansvarade hon även som redaktör för LKPR:s artikelserier över kvinnlig rösträtt, som upptogs av 25 landsortstidningar i Sverige. Hon tog över det uppdraget efter Klara Lindh. Modén var även under flera år del av styrelsen för Bergman-Österbergska samhällskurserna, med Hilma Holmstrand som suppleant.
Mellan 1915 och 1921 var hon även styrelseledamot i Gästriklands frisinnade valkretsförbund. Därtill var hon verksam inom Gävleföreningen av Svenska Kvinnors Vänsterförbund, och var den första ordföranden för Folkpartiets kvinnogrupp i Gävle. Hon satt i kyrkofullmäktige såväl som i flera kommunala nämnder och styrelser, och var på nationell nivå aktiv i Internationella kvinnoförbundet för fred och frihet samt i Fredrika Bremer-förbundet. Makarna Modén är begravda på Gamla kyrkogården i Gävle.